# Atabaque
L'atabaque (o tabaque) è uno strumento musicale a percussione. Il nome deriva dall'arabo at-tabaq (piatto). Consiste in un tamburo di legno cilindrico o leggermente conico con la bocca coperta da cuoio di bue, di cerbiatto o di capra.
Bisogna suonarlo con le mani, con due bacchette oppure con una bacchetta e una mano, dipende sia dal ritmo che dal tamburo che si sta suonando. L'atabaque è utilizzato nel corso delle cerimonie religiose afro-brasiliane di Candomblé e Umbanda, nelle quali è considerato uno strumento sacro, da qui il suo uso si è esteso all'accompagnamento ritmico della Capoeira, del Maculelê e di danze popolari brasiliane come il samba de roda, che hanno dato poi origine al samba e all'Axé. Nei rituali religiosi vengono generalmente utilizzati tre diversi tamburi: Rum, caratterizzato da dimensioni maggiori e suoni più gravi, utilizzato per i fraseggi ritmici del solista; Rum-Pi, dalle dimensioni e sonorità medie; Lê, il più piccolo dei tre, dalle sonorità più acute.